# Paul Nedley
Paul Nedley – brytyjski zapaśnik walczący w stylu wolnym. Czwarty na igrzyskach Wspólnoty Narodów w 1994. Brązowy medalista mistrzostw Wspólnoty Narodów w 1987 i 1991 roku.